# Григор Григорій Григорович
Григор Григо́рович Григорович (03 листопада (22 жовтня) 1884, м. Ніжин, Чернігівська губернія, Російська імперія — 18 вересня 1960, м. Томськ, РРФСР) — радянський географ, професор, декан географічного факультету Томського державного університету.

## Життєпис
Григор Григорій Григорович народився у м. Ніжин, Чернігівської губернії, Російської імперії.
Навчався у Ніжинському педагогічному інституті, закінчив університет св. Володимира у 1910 році.
Починаючи з 1911 року працював у Харківському університеті. Від 1920 року розпочав наукове дослідження на території Кубані. У 1930-х роках по отриманню професорського наукового ступеня працював завідувачем кафедри геології Краснодарського педагогічного інституту, водночас завідував Управлінням у справах охорони пам'яток мистецтва, старовини, народного побуту і природи. Від 1922 дійсний член товариства любителів вивчення Кубані та Кубанської області, 1929–32 роках зазначений як останній голова правління товариства. Від початку 1924 року почав діяльність як співголова історико-палеонтологічної секції Кубанського літературного-історичного та етнографічного товариства.
Заарештований у січні 1934 за звинуваченням у співробітництві з Добровольчою армією А. Денікіна і засуджений на 3 роки ув'язнення. З 1936 року до 1938 працював в Іркутському університеті ІДУ (рос. Ирку́тский госуда́рственный университе́т, ИГУ) (РРФСР) на посаді професора. Наприкінці 1938 розпочав наукову діяльність на посаді завідувача кафедри загальної географії Томського університету, де був одним з організаторів навчального процесу і тривалий час очолював географічний факультет. У 1990 році був посмертно реабілітований. Загальна наукова діяльність була направлена на дослідження льодовиків, мінеральних джерел Кавказу, фізико-географічного районування Західного Сибіру.

## Праці
- Музеи Северного Кавказа // Бюллетень Северо-Кавказского бюро краеведения. 1926. № 5–7; Кубань и Черноморье. Краснодар, 1927 (співавторство)
- Географическое обследование района некоторых горных озер южных склонов Западного Кавказа // Изв. Кубан. пед. ин-та. 1928. Вып. 1
- Опыт постановки и проведения краеведческой работы в Кубанском педагогическом институте // Краеведение на Северном Кавказе. 1929. № 1–2.